# اویگ‌هاوزن
اویگهاوزن (به آلمانی: Ewighausen) یک شهر در آلمان است که در وستروالدکرایس واقع شده‌است.